# Melania Lipińska
Melania Lipińska (ur. 1 stycznia 1865 w Ostrołęce, zm. 27 czerwca 1933 w Katowicach) – polska i francuska lekarka i historyk medycyny.
Ukończyła szkołę średnią w Warszawie a następnie studiowała medycynę na Uniwersytecie Paryskim, jak również w Sztokholmie i Zurychu. Działaczka Gminy Narodowo-Socjalistycznej w Paryżu.
W 1900 obroniła pracę doktorską o historii kobiet w medycynie Histoire des femmes médecins, dzięki której zyskała uznanie zarówno za wartość merytoryczną jak i pisarską oraz została nagrodzona przez paryską akademię medyczną nagrodą Victora Hugo za najlepszą pracę pięciolecia z dziedziny historii medycyny, w wysokości 1000 franków.
Po weryfikacji dyplomu w Rosji powróciła do Paryża. Uczestniczyła w wielu zjazdach i kongresach naukowych. W 1903 na zjeździe neurologów wygłosiła referat o leczeniu schorzeń żołądka metodą autosugestii, a w towarzystwie wegetariańskim odczyt o zaletach jarstwa na podstawie własnych obserwacji klinicznych i badań laboratoryjnych Józefy Joteyko, z którą blisko współpracowała.
Po krótkim pobycie w Warszawie w 1904 rozpoczęła pracę jako lekarz uzdrowiskowy w Luxeuil-les-Bains.
Przed 1920 straciła wzrok, lecz dalej intensywnie pracowała naukowo korzystając z pomocy lektorek. Była autorką wielu prac naukowych z historii medycyny, psychologii ociemniałych i balneologii. Dalej rozbudowywała swoją pracę doktorską. Nowa, ilustrowana wersja, Les femmes et le progrès des sciences médicales została opublikowana  w Paryżu w 1930.